# Harmagedon
 "Armageddon" omdirigeres hertil. For andre betydninger af Armageddon, se Armageddon (flertydig).
Harmagedon, også Harmageddon, Armageddon, Armagedon (hebr.: Megiddos bjerg) er ifølge Johannes' Åbenbaring det sted, hvor det sidste eskatologiske slag mellem mellem Gud og Satan skal finde sted. ”Harmagedon” bruges også billedligt om verdens ende umiddelbart før dommens dag.
I Johannes' Åbenbaring, kap. 16,12-16 står der:
”Den sjette engel hældte sin skål ud over den store flod Eufrat, og den udtørredes for vand, så der blev banet en vej for kongerne fra solens opgang. Og jeg så, at der ud af munden på dragen og ud af munden på dyret og ud af munden på den falske profet kom tre urene ånder, der så ud som frøer. For de er dæmonånder, og de gør tegn. De går ud til kongerne i hele verden for at samle dem til krigen på Gud den Almægtiges store dag. –  ’Se, jeg kommer som en tyv. Salig er den, der våger og vogter over sine klæder, så han ikke skal gå nøgen, og man skal se hans skam.’ – Og han samlede dem på det sted, der på hebraisk hedder Harmagedon.”
Man har ikke kunnet bestemme, hvilket bjerg der her tales om. Bakken Tel Megiddo, Karmel og Jerusalem har været foreslået som muligheder. 
Det er interessant, at byen Megiddo på det tidspunkt, hvor Johannes skrev sin åbenbaring, var besat af romerne under kejser Nero (en fjende af de kristne). Det giver derfor god mening, at Johannes har valgt, at slaget mellem godt og ondt skal finde sted i netop dette område, der var fyldt med fjender.
”Harmagedon” er et vigtigt begreb i trossamfundene Jehovas Vidner (i betydningen "Guds retfærdige krig mod hans fjender") og Syvende Dags Adventistkirken (i betydningen "verdens ende").